# Izatha picarella
Izatha picarella là một loài bướm đêm thuộc họ Oecophoridae. Nó là loài đặc hữu của New Zealand, ở đó nó được tìm thấy ở the Nelson and Marlborough districts of miền bắc South Island.
Sải cánh dài 22.5–28.5 mm đối với con đực và 20.5–28 mm đối với con cái. Con trưởng thành bay từ tháng 9 đến tháng 1.
Larvae have been reared from dead wood of cây táo (probably Malus domesticus) and from dead branches của Melicytus ramiflorus.